# 76-й гвардейский стрелковый полк
76-й гвардейский стрелковый Берлинский Краснознамённый, ордена Кутузова полк (сокр. 76 гв. сп) — тактическое формирование в составе Рабоче-крестьянской Красной армии времён Великой Отечественной войны.
Формирование бо́льшую часть периода своего существования входило в состав 27-й гвардейской стрелковой дивизии.

## История
Полк ведёт свою историю от 75-й морской стрелковой бригады, сформированной в годы Великой Отечественной войны — в период с 29 октября 1941 года по декабрь 1941 года, в Новоказалинске Казахской ССР.
17 марта 1942 года, приказом НКО СССР № 78, 75-я морская стрелковая бригада была удостоена почётного наименования «гвардейская», и 18 марта 1942 года преобразована в 3-ю гвардейскую стрелковую бригаду. Однако спустя 2 месяца, в мае 1942 года, бригада подвергается переформированию — на её основе формируется 27-я гвардейская стрелковая дивизия, при этом все воинские части, формируемые в составе данного войскового соединения, как и сама дивизия, наследуют гвардейское почётное наименование их «родоначальника» — 3-й гвардейской стрелковой бригады.
Одной из таких гвардейских воинских частей и стал 76-й гвардейский стрелковый полк, сформированный в тот же период в составе 27-й гвардейской стрелковой дивизии, на основе одного из стрелковых батальонов бывшей 3-й гвардейской стрелковой бригады. Впоследствии, за мужество и героизм, проявленные его личным составом при взятии Берлина, 11 июня 1945 года полк был удостоен почётного наименования «Берлинский».
После окончания Великой Отечественной войны, 76-й гвардейский стрелковый полк несколько раз подвергается реорганизации, как и сама дивизия, в состав которой он входил: 5 октября 1945 года он преобразовывается в 69-й гвардейский механизированный Берлинский Краснознамённый ордена Кутузова полк, в 1957 году — в 243-й гвардейский мотострелковый Берлинский Краснознамённый ордена Кутузова полк (в/ч пп 47290).
В 1991 году 27-я гвардейская мотострелковая дивизия выводится из состава Западной группы войск и передислоцируется в Тоцкое Приволжско-Уральского военного округа. 17 июня 1991 года 243-й гвардейский мотострелковый полк был переименован в 589-й гвардейский мотострелковый Берлинский Краснознамённый ордена Кутузова полк (589 мсп, в/ч 32056), в составе всё той же 27-й гвардейской мотострелковой дивизии.
После передислокации в Россию, 589-й гвардейский мотострелковый полк получает миротворческий статус — с 19 ноября 1992 года по ноябрь 1997 года гвардейцы выполняли миротворческие задачи в Приднестровье, Абхазии и Таджикистане. Артиллерия полка принимала активное участие в Первой чеченской кампании. В 1994 году полк первым участвовал в совместных миротворческих учениях с американскими миротворцами. А осенью 1995 года миротворцы полка впервые высадились в штате Канзас и провели второе совместное командно-штабное учение (КШУ) — Peacekeeper-95.
В ноябре — декабре 1997 года 589-й гвардейский мотострелковый полк выводится из состава 27-й гвардейской мотострелковой дивизии, и переформировывается в один из отделов 5968-й базы хранения вооружения и техники (5968 бхвт) в пгт. Рощинский (Черноречье), формирование которой происходило в этот период из бывшей 90-й гвардейской танковой дивизии. Вместо 589-го полка в состав 27-й гвардейской мотострелковой дивизии вошёл 81-й гвардейский мотострелковый полк, ранее входивший в состав 90-й гвардейской танковой дивизии, подвергшейся свёртыванию в 5968 бхвт.
В мае 2000 года был вновь сформирован 589-й полк (постоянной готовности), на этот раз получивший статус отдельной части армейского подчинения, а также полное действительное наименование — 589-й отдельный гвардейский мотострелковый Берлинский Краснознамённый ордена Кутузова полк (589 омсп, в/ч 64322) с пунктом постоянной дислокации в пгт. Рощинский. 1 февраля 2005 года 589-й отдельный гвардейский мотострелковый полк переформировывается в 15-ю отдельную гвардейскую мотострелковую Берлинскую Краснознамённую ордена Кутузова бригаду согласно директиве Министра обороны Российской Федерации от 30 декабря 2004 года № Д-037, для участия в поддержании международного мира и безопасности, в том числе в составе сил под эгидой ООН.
В своей новейшей истории с декабря 2005 года по ноябрь 2008 года миротворческая бригада выполняла задачи по поддержанию мира в зоне грузино-абхазского конфликта. В 2011 году бригада получила боевое знамя нового образца.
4 ноября 2019 года с бригады сняли регалии времён ВОВ и присвоены новое почётное наименование «Александрийская» и преемство от 5-го гусарского полка, формирование стало именоваться впредь как 15-я отдельная мотострелковая Александрийская бригада.

## Командиры
- полковник Кузовлев Сергей Юрьевич (2005—2008),
- полковник Сувалов Олег Евгеньевич (2008—2010),
- полковник Киндеев Виктор Валерианович (2010),
- полковник Степанищев Константин Владимирович (2011—2013),
- полковник Герасимов Виталий Петрович (2013—2014),
- полковник Захаров Николай Александрович (2014—2016),
- полковник Авдеев Алексей Вячеславович (2016—2019).